# Реформа сектора безбедности
Реформа сектора безбедности је процес изградње, обнове или поновне изградње сектора безбедности. Као процес вођен од стране држава, реформа сектора безбедности треба да допринесе одговорности, ефикасности и делотворности институција сектора безбедности. Демократија, поштовање људских права и међународних стандарда непходни су предуслови за успех читавог процеса.
Промене које су се десиле у међународним односима по завршетку Хладног рата  довеле су и до еволуције појма реформе сектора безбедности. Нови начин промишљања безбедности поткрај двадесетог века поставио је појединца – грађанина у средиште. Тако се и реформа сектора безбедности усмерава на питање државне безбедности једнако као и на питање заштите људске безбедности.

## Порекло појма
Појам реформе сектора безбедности почео је да се користи деведесетих година двадесетог века, у оквиру академске и донаторске заједнице. Убрзо је, под утицајем англоамеричког научног круга, ова синтагма прерастала у засебан теоријски концепт. Иако нема општеприхваћене дефиниције реформе сектора безбедности, у најопштијем смислу она одражава укупност промена у мишљењу и практиковању безбедности унутар појединачне државе.
У тренутку настанка, концепт реформе сектора безбедности упућивао је првенствено на централноевропска и источноевропска друштва. Чинило се да транзиција постконфликтних друштава на овом простору није могућа без реформе политичког и безбедносног сектора. Након слома социјалистичког поретка, државе Централне и Источне Европе биле су одлучне у примени концепта реформе сектора безбедности, настојећи да се демократизују и унапреде свој привредни развој по узору на државе Западне Европе.
Под утицајем западних сила, концепт убрзо почиње да се примењује и на тлу транзицијских и постконфликтних друштава Азије, Африке и Латинске Америке. Како се ради о регијама у којима су оружане снаге дуго времена држале друштва под контролом, успостављање мира и демилитаризација били су први захтеви реформе сектора безбедности на овим просторима.
Другачији контекст реформе сектора безбедности  у евроатлантском подручју означио је и другачију употребу самог концепта. Синтагма реформа сектора безбедности требало је да објасни на који начин се економски развијена друштва Запада прилагођавају на новонастале безбедносне претње попут тероризма.

## Елементи појма
Под реформом сектора безбедности подразумева се ефикасно и делотворно пружање људске и државне безбедности у оквирима демократске владавине. Овакво одређење концепта садржи неколико основних елемената: 

### Ефикасност и делотворност
Ова два елемента односе се на склад између употребљених средстава и остварених резултата с једне, као и баланс између остварених резултата и постављених циљева са друге стране.

### Људска безбедност
Људска безбедност представља слободу од страха и претњи по живот, сигурност и људска права појединца. Безбедност човека у односу на хроничне претње попут убиства, глади или болести нису искључиви аспект људске безбедности. Она подразумева безбедност човека у односу на хроничне претње попут убиства, глади или болести, али и заштиту човека од изненадних и тешких поремећаја у свакодневном животу – било да су у питању недаће у пословном, кућном или пак социјалном окружењу.

### Државна безбедност
Територијални интегритет, независност и суверенитет једне државе, као и политичка стабилност њених институција сматрају се саставним елементима државне безбедности.

### Демократска владавина
У контексту реформе сектора безбедности демократска владавина подразумева управљање сектором безбедности у складу са универзалним демократским принципима. Такав вид управљања почива на сагласности и учествовању грађана, као и на легитимитету оних који владају. Критеријум управљања сектором безбедности у складу са демократским принципима указује да реформа сектора безбедности није вредносно неутралан концепт. Вредности либералне демократије као што су транспарентност, законитост и одговорност институција саставни су део замисли реформе сектора безбедности.

## Међународне организације и реформа сектора безбедности
Иако су државе носиоци реформе сектора безбедности, многе од њих рачунају на подршку међународних актера. Државама су на располагању финансијска средства, техничко знање и стручна помоћ међународних организација заинтересованих за питања безбедности. Правни основ за овакву међународну подршку јесте глава VIII Повеље УН, која предвиђа могућност регионалних организација да суделују у одржању међународног мира и безбедности.
У пракси се показало да ови међународни актери негују различите приступе када је у питању подршка реформе сектора безбедности у заинтересованим државама. УН као универзална међународна организација у највећој мери развијају секторски приступ реформи, идентификујући стратешке приоритете и стављајући на располагање своје агенције, фондове и програме широм света.
За разлику од УН, организације регионалног карактера делују на знатно ужем простору. Тако Афричка унија делује као стожер мира и безбедности на подручју афричког континента, мада располаже знатно ограниченијим капацитетима у односу на УН. Мањак ресурса спречава развој свеобухватне подршке за реформу сектора безбедности на овом простору.
Европска унија негује различит приступ утолико што развија мрежу представништава и оперативних мисија на тлу својих држава чланица, али и европских држава које претендују на чланство у овој међународној организацији.
Попут Афричке уније, Организација за безбедност и сарадњу у Европи (ОЕБС) своју подршку пружа искључиво на територији држава чланица. Дуготрајно присуство експерата на терену, свеобухватни приступ и осетљивост на широк опсег безбедносних питања одликују делатност ове организације регионалног карактера.
Различитост приступа реформи сектора безбедности осликава и употреба различитих назива за овај процес: транзиција сектора безбедности, реформа сектора безбедности и правосуђа, трансформација сектора безбедности, управљање и реконструкција сектора безбедности, реформа система безбедности.

## Димензије концепта
Разноврсност услова, актера и области политика које покрива реформа сектора безбедности чине овај концепт вишедимензионалним. Реформа сектора безбедности је:  

### Политички процес
Без обзира на контекст у којем се одвија реформа сектора безбедности, уопштено се могу издвојити три основна циља процеса: увећање безбедносних капацитета, демократизација и економски развој. Како ови циљеви могу бити међусобно супротстављени, пред сваким друштвом које спроводи процес стоји одговоран задатак приоритизације циљева. Избор између алтернативних области јавних политика нужно ствара губитнике и добитнике процеса реформе сектора безбедности.

### Холистички процес
Иако је појам безбедности традиционално везиван за војну и полицијску компоненту, савремени развој међународних односа довео је до другачијих тенденција на овом плану. Ширење појма новим компонентама попут људске, економске и социјеталне безбедности утицало је и на схватање саме реформе сектора безбедности. Један од стубова савременог схватања процеса јесте и демократска контрола оружаних снага. Самим тим, осим државног апарата силе, значајну улогу у креирању и спровођењу реформе играју и парламент, правосуђе или независне институције.

### Технички процес
Велики опсег тема које обухвата, организациони системи и захтеви управљања чине процес реформе сложеним и у техничком смислу.

## Актери реформе сектора безбедности
Актери реформе сектора безбедности су организације одговорне за безбедност државе и друштва. У њих се убрајају како институције које пружају безбедност држави и грађанима (војска, полиција, службе безбедности, итд), тако и институције односно актери задужени за управљање (министарства), контролу (парламент), проверу (правосудни систем) и надзор над сектором безбедности (независни државни органи, грађани и њихова удружења, медији, итд). 
Могу се поделити у четири групе и то у зависности од тога да ли се ради о државним или недржавним актерима, као и да ли у вршењу својих функција користе силу или не. На тај начин издвајају се следећи актери: 
| I. Државни актери који користе силу - тзв. "тврдо језгро" сектора безбедности                          | II. Недржавни актери који користе силу                                                       |
| III. Државни актери који не користе силу - демократска цивилна контрола и надзор државних апарата силе | IV. Недржавни актери који не користе силу - јавни надзор и обликовање дискурса о безбедности |

У државне актере који користе силу спадају војска, полиција, службе безбедности и други државни органи који имају полицијска овлашћења, попут царинских служби. С друге стране, у државне актере који не користе силу убрајају се: извршна власт (надлежна министарства), законодавна власт (парламент), правосуђе (судови и тужилаштва) и независне државне институције задужене за спољни надзор над сектором безбедности (омудсмани, институције за приступ информацијама од јавног значаја, институције за заштиту података о личности, ревизорске институције и анти-корупцијска тела). Ови актери су уједно и задужени за демократску цивилну контролу сектора безбедности. Недржавни актери који користе силу су приватне организације које у вршењу својих овлашћења легитимно примењују силу - приватне безбедносне, војне и обавештајне компаније, док у групу недржавних актера који не користе силу спадају сви субјекти цивилног друштва који врше надзор над радом сектора безбедности - организације цивилног друштва, академске установе, медији, синдикати, итд.

## Контекст реформе сектора безбедности
Како свака држава има различите карактеристике и процесе који се у њој одвијају, не постоји универзалан начин спровођења реформи. Самим тим, разумевање контекста реформе сектора безбедности је од велике важности. Сектор безбедности требало би да функционише у складу са принципима доброг управљања, као што су одговорност, транспарентност и демократска партиципација. Услед непостојања или мањкавог спровођења ових принципа, јавља се потреба за реформисањем система безбедности. Сектор безбедности је дисфункционалан уколико не може да гарантује безбедност државе и људи који живе у њој, или уколико он сам представља узрок несигурности. Историјски услови, ниво економског развоја, природа политичког система и безбедносно окружење утичу на то како ће изгледати реформа. Контекст реформе је важан зато што свака држава има различите полазне тачке.
Главни циљеви реформе сектора безбедности су: органи који делотворно и ефикасно пружају безбедност, ефикасни механизми надзирања система безбедности (демократска контрола), као и суочавање са прошлошћу у државама које су претрпеле искуство рата (разоружање, демобилизација, реинтеграција бораца, реформа судског система, транзициона правда).
Најважнији идеалтипски контексти који се могу издвојити су: постауторитарни, постконфликтни и развојни. У пракси је реткост проналажење само једног контекста у одређеној држави - обично се јавља више испреплетаних. Тако се, на пример, у Србији и Босни и Херцеговини преклапају постконфликтни, постауторитарни и развојни контекст. Такође, приликом анализе контекста важно је узети у обзир све нивое анализе - од државе (макрониво), преко институција (мезониво), до индивидуалне перцепције људи. Такође, једнако су важни и идентификација проблема који успоравају реформе и разумевање унутрашњих и спољних актера који учествују у реформи сектора безбедности. 

### Постауторитарни
Постауторитарни контекст јавља се у земљама које се налазе у процесу транзиције, односно преласка из ауторитарног у демократски систем. Главни актери који се могу идентификовати у постауторитарном контексту су: државни актери који користе силу, политичке партије или групе које су смениле претходну власт, елите из претходног режима. Недовољно су развијени државни актери који не користе силу (судство, законодавни органи, други независни органи) и цивилно друштво.  Главне претње које се јављају у постауторитарном контексту су опасност од поновног успостављања старог режима, нелегитимност државних органа који користе силу, системско кршење људских права. Приоритет у овом контексту јесте демократизација, као и деполитизација актера који користе силу, праћена изградњом независних институција које би контролисале и надзирале систем безбедности, лустрација и процесуирање кршења људских права. Пример у којем можемо пронаћи овај контекст је Србија после демократских промена 2000.

### Постконфликтни
Постконфликтни контекст јавља се у земљама које су се суочиле са унутрашњим или међудржавним сукобом, те улазе у процес обнове јавног сектора, односно делова који су услед сукоба постали дисфункционални. Актери карактеристични за њега су: државни и недржавни актери који користе силу (војска, парамилитарне формације), спољни актери (мировне мисије, УН, НАТО), ратни ветерани. Недовољно су присутни државни актери који не користе силу, тј. органи контроле и надзора (попут судства, законодавних органа и независних институција). Претње које се истичу у овом типу контекста су: велика количина оружја у рукама цивила, територије покривене минама, избегла и прогнана лица, недостатак ефективне контроле на читавој територији, криминал и приватизација безбедности.  Приоритетни циљеви су: транзиција из оружаног сукоба у мир, демобилизација и разоружање, реинтеграција ратних ветерана у друштво, деминирање, демилитаризација, повећање заступљености мањина и других маргинализованих група у редовима државних актера који користе силу, процес транзиционе правде.

### Развојни
Развојни контекст јавља се у економски неразвијеним земљама. Главни актери који учествују у развоју су државни актери који користе силу, спољни актери попут ММФ-а и Светске банке за које је карактеристично условљавање економске помоћи испуњавањем политичких критеријума. Проблеми који постоје у систему и главне претње су: социо-економски проблеми (сиромаштво), превелика издвајања за одбрану, неефикасно управљање државним актерима који користе силу, и као последица тога - недовољно пружање јавне безбедности.  Главни циљ који је потребно остварити је транзиција из неразвијене економије у развијену, а ефикасан и одговоран безбедносни сектор је важан предуслов одрживог економског развоја.  Пример можемо пронаћи у државама Источне Европе, попут Пољске које су прошле кроз процес економске транзиције из социјалистичке привреде ка слободном тржишту и политичке транзиције из социјализма у демократију.

## Цивилно друштво и реформа сектора безбедности
Организације цивилног друштва имају важну улогу у процесу реформе сектора безбедности. Већи утицај грађана на креирање и спровођење безбедносних политика и на надзор рада безбедносних институција један је од главних услова за успешну реформу сектора безбедности. 
Цивилно друштво (ЦД/грађанско друштво/трећа сфера) простор је у којем се грађани самоорганизују и удружују ради остваривања и/или заштите заједничких интереса и потреба. У организације цивилног друштва спадају: удружења грађана, синдикати, образовне институције, истраживачки институти, медији, групе за притисак, политичке партије, верске заједнице, спортска удружења, итд. 

### Предуслови за учешће ОЦД у реформи сектора безбедности
За постојање и неометано деловање организација цивилног друштва неопходно је задовољити неколико услова. У питању су: осигурана безбедност за рад ОЦД, законодавство које регулише рад ОЦД, слобода медија, слободан приступ информацијама и транспарентност институција, едукација цивила о безбедносним темама, разумевање улоге ОЦД у реформи сектора безбедности, демократизација, финансирање ОЦД, и сл. Уколико ови стандарди нису задовољени, чланови ОЦД бивају изложени претњама и ризицима, te резултати њиховог рада не достижу свој максимум. Често се дешава да је управо у државама у којима нису испуњени услови за безбедан рад ОЦД - њихов рад најнеопходнији. 

### Улога ОЦД у реформи сектора безбедности
Како је задатак безбедносних институција да штите грађане, циљ реформе сектора безбедности је да ове институције приближи грађанима и учини их одговорним целокупном друштву. Самим тим, природно је да у том процесу битну улогу имају и сами грађани и њихове организације и удружења. 
Реформа сектора безбедности залаже се за институционализацију приступа "одоздо - према горе" (енг. bottom-up approach), где би се бриге, потребе и мишљења грађана систематски уврштавале у политике и праксе безбедносних институција. Циљ је изградња поверења локалних заједница у безбедносне институције, као и постизање и очување доброг управљања (енг. good governance). У постизању ових циљева ОЦД могу деловати на различите начине. 
Улоге ОЦД у реформи сектора безбедности могу се сврстати у три групе: 
1. обликовање безбедносне политике,
2. спровођење безбедносне политике,
3. евалуација и надзор безбедносне политике.[15]

Обликовање безбедносне политике односи се на јавно заговарање интереса и потреба одређених група, као и на подизање свести грађана о проблемима са којима се те групације суочавају. Под тим се подразумева и пружање помоћи, подршке и образовања како грађана, тако и запослених у безбедносним институцијама. На пример, правна помоћ може да буде доступна угроженим групацијама захваљујући ОЦД. Такође, ОЦД су често извор неформалног и алтернативног знања. Њихови предлози практичних политика неретко представљају важан допринос институцијама безбедности приликом састављања законских аката, па су ОЦД виђене и као извор цивилне експертизе. На овај начин настали производи постају релевантнији и ближи грађанима, те долази до изражаја улога ОЦД у повезивању државе и грађана. На крају, ОЦД организују радионице и тренинге за грађане с циљем њиховог образовања и о безбедносним темама, али и за запослене у безбедносним институцијама с циљем побољшања њиховог положаја. 
Спровођење безбедносне политике обухвата напоре ОЦД у вршењу притска на безбедносне институције како би се већ донете политике доследно спроводиле. 
Евалуацију и надзор безбедносне политике већина теоретичара и практичара безбедности сматра најважнијом улогом ОЦД у процесу реформе сектора безбедности. Она подразумева константни надзор ОЦД над безбедносним институцијама. Праћењем резултата и последица спроведених политика, ОЦД ове институције чине одговорним грађанима и друштву. 
Према улогама које обављају, ОЦД се могу поделити на: 
1. организације које заступају и пружају подршку одређеним групацијама у друштву (синдикати. организације за права жена или мањина),
2. организације које пружају цивилну експертизу безбедносним институцијама (истраживачки центри и медији),
3. организације које помажу у изградњи капацитета безбедносних институција (фондације и невладине организације),
4. организације које пружају стручну помоћ грађанима (невладине организације које спроводе пројекте),
5. организације које имају друштвену функцију (спортска и културна удружења која организују рекреативне активности).[14]

### Препреке за учешће ОЦД у реформи сектора безбедности
Постоје разне препреке са којима се ОЦД сусрећу приликом испуњавања својих улога. Неки од проблема су: 
- покушаји да се грађани обавесте о раду безбедносних институција могу бити ометени "традицијом тајности", тј. неспремношћу институција да раде транспарентно; одбијање да се издају информације о одређеним јавним набавкама у полицији и војсци често се оправдава аргументом да су такве информације превише осетљиве и да као такве могу угрозити безбедност грађана;
- стављање државне безбедности изнад безбедности грађана;
- недостатак знања о ОЦД, њиховом деловању и политичком утицају;
- недостатак поверења и транспарентности између државних безбедносних институција и ОЦД, што отежава њихов утицај на обликовање безбедносне политике;
- недостатак независних ОЦД јер су оне постојеће или финансиране или делом вођене од стране државе;
- фрагментирано цивилно друштво.[16]

## Могућности и изазови реформе сектора безбедности
Као носилац процеса, држава се може да суочити са бројним препрекама приликом имплементације реформе сектора безбедности на својој територији. Укорењена корупција, организовани криминал, некажњивост ратних злочина, сиромаштво, доминација малокалибарског и лаког наоружања, ограничени циклуси финансирања од стране донатора, нерегуларни избори, недостатак кредибилитета политичких одлучилаца и недовољно простора за деловање цивилног друштва неки су од изазова са којима се суочавају актери ангажовани у процесу. Осим структурних проблема који погађају постконфликтна и транзицијска друштва, реформу сектора безбедности неретко коче и проблеми спровођења процеса у пракси. Посебно је чест случај превелике усмерености на модернизацију оружаних снага науштрб обухватне реформе правног и институционалног поретка, која би на дуже стазе увећала одговорност и ефикасност читавог система безбедности.
Један од могућих одговора на изазове реформе лежи у мировним споразумима који се закључују на тлу постконфликтних друштава. Централноафричка Република, ДР Конго, Непал и Шри Ланка примери су држава у којима су почетком XXI века на овај начин постављена улазна врата за реформу. Иако превасходно усмерени на проблем реформе оружаних снага, мировни споразуми у овим државама свакако су поставили почетни темељ за дијалог о даљој имплементацији реформе сектора безбедности на овим подручјима.  
Значајан допринос реформи сектора безбедности може да обезбеди заједничко деловање домаћих и страних актера заинтересованих за процес. Ипак, како би се сарадња на пољу имплементације успешно одвијала, неопходно је да сви актери реформе сектора безбедности наступају усаглашено и у складу са начелом поверења. 
Једнако важан чинилац успешности реформе сектора безбедности јесу и домаћи носиоци процеса. Захтеви економске стабилности, домаћи безбедносни проблеми, политичко вођство и активности цивилног друштва у реформи сектора безбедности снажни су подстицаји за успешно окончање процеса.